# 吉村明宏
吉村 明宏（よしむら あきひろ、1957年12月22日 - ）は、日本のお笑いタレント。所属事務所はホリプロ。妻は元ミス日本でタレントの飯村いづみで、子供が2人いる。

## 来歴・人物
神奈川県横浜市鶴見区出身。逗子開成高等学校卒業。高校の同窓に声優の堀内賢雄がいる。
高校在学中の1975年、『ぎんざNOW!』（TBS）素人コメディアン道場で、和田アキ子のモノマネを披露し5週勝ち抜いてチャンピオンになり、「浜っ子吉村」名義でデビューする。
その後10年ほど売れずにアイドルのコンサートの司会をして過ごす日々が続いたが、その司会で一生懸命会場を盛り上げていた姿が認められ、ホリプロのスカウトを受け芸名を本名に改名する。
その後、『アッコにおまかせ!』（TBS）『歌のトップテン』（日本テレビ）『ものまね王座決定戦』（フジテレビ）など人気番組に次々出演し一躍人気タレントとして売れ始める。
和田アキ子本人からも非常に気に入られ、和田の弟分としての芸能界での立ち位置を確立する。そして和田の冠番組である『アッコにおまかせ!』の準レギュラーとして生中継リポーターを務めた。中継先から「アッコさーん!」と何度も呼びかけるが、スタジオで他の話題で盛り上がってしまって和田等の応答が遅れると、年長の和田に向かって突然「おい和田っ!」と呼び捨てで怒り出して笑いを取った。
「あの頃は〜、ハッ!」「ハ〜ヒフ〜ヘホ〜!」などのギャグを入れた和田アキ子のモノマネは定番である。もともと「あの頃は〜」でおなじみのヒット曲「古い日記」には直後に「ハッ!」というフレーズはなかったが、吉村が和田に似せた発声法としてモノマネしたものが人気になり、そのイメージがすっかり定着したため、和田本人が後に発売したバージョンでは「あの頃は〜」の後に和田自身「ハッ!」と叫んでいる。
和田のモノマネでたくさんの番組からオファーされるなど人気が高くなり、1991年9月30日から初の冠帯番組・『吉村明宏のクイズランチ』（TBS系列）がスタートした。
1995年12月には、宮古島にて芸能人ハーフマラソン大会の番組にも出演し、3位に入る活躍を見せた。1996年11月2日放送の『超熱血27時間ぶちぬき炎のチャレンジ宣言!!』（テレビ朝日）では森脇健児らと共にフルマラソンに挑戦して、5時間ほどで完走した。日頃よりジムに通ったり自宅周辺をジョギングしていることは、テレビや雑誌などで何度も本人が公言している。
しかし、1998年9月には13年間準レギュラーを務めてきた『アッコにおまかせ!』も降板することとなった。最大の後ろ盾だった和田のバックアップを失った影響は大きく、仕事が激減してしまいレギュラー番組はなくなった。
2000年10月7日放送の『オールスター感謝祭'00秋 超豪華!クイズ決定版 20世紀最後の特大号』（TBS）を最後にめったに全国ネットの番組に出演しなかったが、以下の番組をはじめとして数年に一度の割合で出演はしている。
- 『ライオンのごきげんよう2002 in ハワイ』（フジテレビ、2002年1月14日放送分）

- 『アッコにおまかせ!』（TBS、2010年7月18日・2015年12月20日各放送分）

- 『解決!ナイナイアンサー』（日本テレビ、2014年2月11日放送分）[2]

- 『しくじり先生 俺みたいになるな!!』（テレビ朝日、2016年2月8日放送分）

- 『クイズ!脳ベルSHOW 』（BSフジ、2017年・2022年各放送分）

- 『水曜日のダウンタウン』（TBS、2019年6月12日放送分）

『しくじり先生〜』のゲスト出演時には、スタッフに対しての上から目線の他に挙げた理由として「アッコさんの隣にいた自分まで偉いと勘違いしていた」「売れたのは自分の実力と勘違いしていた」「自分はアッコさんの腰巾着」であったと言う。
三代目三遊亭圓歌の芸能人弟子である。

## 出演

### 現在の出演
- テレビショッピング「通販王国」（レギュラー。元札幌テレビ放送アナウンサーの今中麻貴とともに出演）

### 以前の出演
- オレたちひょうきん族（フジテレビ、1982年 - 1983年）- 「ひょうきんベストテン」追っかけマン
- EXPOスクランブル（TBS）木曜レギュラーMC
- クイズダービー（TBS）（ゲスト解答者・キャンブラーでも出場）
- ウルトラマン傑作選スペシャル（TBS、特集コーナー司会）
  - おまたせ! 一挙大公開ウルトラマン大全集（1988年12月26日 - 30日）
  - 決定!ウルトラマンベストテン（1989年7月25日 - 28日）
  - ウルトラマン7つのナゾを追え（1990年1月4日 - 5日）
- スター課外授業（テレビ東京、1989年4月 - 6月、司会）
- テレビ探偵団（TBS）（1990年11月18日ゲスト）
- アッコにおまかせ!（TBS、1985年10月 - 1998年9月、生中継レポーター）
- クイズ世界はSHOW by ショーバイ!!（日本テレビ）
- マジカル頭脳パワー!!（日本テレビ）（1990年10月27日第1回パネラー、最初期のレギュラー）
- 歌のトップテン（日本テレビ）
- ものまね王座決定戦（フジテレビ）
- 世界の超豪華・珍品料理（フジテレビ、1990年 - 1992年頃）
- 森田一義アワー 笑っていいとも!（フジテレビ、1990年10月 - 1991年6月）
- DAISUKI!（日本テレビ、1991年4月14日 - 1992年9月26日） - 初代男性MC
- 全国高等学校クイズ選手権（日本テレビ、第9回（1989年）及び第10回（1990年））
- クイズ&ゲーム太郎と花子（フジテレビ）
- 世界まるごと2001年（TBS）（ゲスト解答者）
- なるほど!ザ・ワールド（フジテレビ）
- スターどっきり㊙報告（フジテレビ）
- 素顔が一番!（日本テレビ）
- 超熱血27時間ぶちぬき炎のチャレンジ宣言!!（テレビ朝日）
- 27時間テレビ（フジテレビ）仙台～夢ドミノ
- 東京ジモティ（フジテレビ）
- キンカン素人民謡名人戦（フジテレビ）
- おはよう!グッデイ（TBS）
- ビッグHIPS（長野放送）
- どーんと鹿児島（南日本放送）
- 吉村明宏のクイズランチ（TBS）
- ものまねバトル（日本テレビ）
- けんちゃんのオーマイゴッド（フジテレビ）
- テレビショッピング「晴ればれハローショッピング」（レギュラー→一時休業→復帰）
- オールスター感謝祭（TBS、第1回（1991年秋）から第19回（2000年秋）までレギュラー回答者、第23回（2002年秋）に復帰。）
- 走れ!ガリバーくん（関西テレビ）
- ノックは無用!（関西テレビ）
- 24時間テレビ 「愛は地球を救う」（日本テレビ）
- カラオケ1ばん（テレビ埼玉）
- スタジオドキュメント あなたならどうする（NHK総合）
- 笑って!笑って!!60分（TBS）
- ビデオあなたが主役（テレビ朝日）（不定期出演）
- ライオンのごきげんよう in ハワイ（フジテレビ　2002年1月14日）
- 解決!ナイナイアンサー（日本テレビ　2014年2月11日）
- しくじり先生 俺みたいになるな!!（テレビ朝日　2016年2月8日）先生として出演
- クイズ!脳ベルSHOW（BSフジ　2017年、2022年）
- 水曜日のダウンタウン（TBS　2019年6月12日）中継先にヤバめ素人が現れてもベテランリポーターなら華麗にさばける説として出演

### テレビドラマ
- 意外とシングルガール（1988年、TBS） - 木島洋介 役
- なまいきスチュワーデス物語（1989年、TBS）
- ザ・刑事（1990年、テレビ朝日） - 土居拓矢刑事 役
- 世にも奇妙な物語 『あの世への伝言サービス』（1991年、フジテレビ） - 主演・犬井満 役
- 結婚したい男たち（1991年、TBS）
- 女と愛とミステリー（テレビ東京）
  - 「刑事吉永誠一 涙の事件簿6」（2007年） - 滝沢俊之 役
  - 「刑事吉永誠一 涙の事件簿8」（2011年） - 川瀬良彦 役
- 和田アキ子殺人事件（2007年、TBS）
- 土曜ワイド劇場「ショカツの女〜新宿西署・刑事課強行犯係2」（2008年） - 三宅仁 役
- 金曜プレステージ（フジテレビ）
  - 「小京都連続殺人事件1」（2012年） - 大鷲誠二 役
  - 「外科医 鳩村周五郎10」（2012年） - 矢代 役
- 刑事吉永誠一 涙の事件簿 第4話（2013年、テレビ東京） - 宮崎 役
- 新・刑事吉永誠一 第7話（2014年11月28日、テレビ東京） - 原正道 役
- 月曜ゴールデン「刑事シュート しゅうと&ムコの事件日誌5」（2015年3月2日、TBS） - 安田政雄 役

### テレビCM
- 東洋水産

### ラジオ
- ジョイフルポップ「日本のアイドル歌謡」（NHK-FM） - 木曜パーソナリティ（1988年4月 - 1990年3月）
- 玉置宏の笑顔でこんにちは!「カラオケ配達人吉村が行く!」（ニッポン放送） - 金曜レポーター（1987年4月 - 1988年9月）
- 吉村明宏のどびゅーん（ニッポン放送）
- ハロー! ヤングラブ（ラジオ日本）
- ツー快!お昼ドキッ（CBCラジオ） - 火曜パーソナリティ（2000年6月 - 2002年3月）

### ラジオCM
- SL AUTO
- 吉川住建

## 書籍
- ビンボー・怒りの脱出！ (1990年1月、芸文社）-ISBN 4-87465-184-4

## 主なものまねのレパートリー
- 和田アキ子
- 沢田研二
- 吉幾三
- 萩原健一